# The Ballad of John and Yoko
The Ballad of John and Yoko (Lennon/McCartney) är en låt av The Beatles inspelad 1969.

## Låten och inspelningen
Låten är skriven av John Lennon under bröllopsresan till Paris med Yoko Ono. Som vanligt tillskrevs Lennon/McCartney låten, något duon gjort sedan de börjat skriva låtar i The Beatles. Låten släpptes som singel (tillsammans med Old Brown Shoe) i England 30 maj och i USA 4 juni 1969. Låtens text beskriver John och Yokos upplevelser kring sitt nyingångna äktenskap och uppståndelsen kring såväl paret som The Beatles. The Ballad of John and Yoko blev gruppens sjuttonde och sista listetta i hemlandet Storbritannien under sin aktiva tid.
Inspelningen saknar både Ringo Starr (som var upptagen av filminspelning) och George Harrison (som befann sig på semester), samtliga instrument spelas av Lennon och McCartney. Inspelningen gjordes 14 april 1969.
Låttexten ansågs kontroversiell, framförallt i USA, på grund av de kristna referenserna.
Christ, you know it ain’t easy,
You know how hard it can be,
The way things are going,
They’re gonna crucify me.''
Ett känsligt ämne, världen hade inte glömt att John Lennon en gång hävdat att The Beatles are more popular than Jesus.

## Listplaceringar
| Lista (1969)   | Position         |
| -------------- | ---------------- |
| Australien     | 1 (Go Set)       |
| Danmark        | 1 (DR "Top Ti")  |
| Finland        | 8                |
| Flandern       | 1                |
| Irland         | 1                |
| Kanada         | 7 (RPM)          |
| Nederländerna  | 1                |
| Norge          | 1 (VG-lista)     |
| Nya Zeeland    | 2 (NZ Listner)   |
| Schweiz        | 1                |
| Spanien        | 1                |
| Storbritannien | 1                |
| Sverige        | 2 (Kvällstoppen) |
| Sverige        | 2 (Tio i topp)   |
| USA            | 8                |
| Vallonien      | 1                |
| Västtyskland   | 1                |
| Österrike      | 1                |